# Natività con i santi Elisabetta e Giovannino
La Natività con i santi Elisabetta e Giovannino è un dipinto a olio su tavola (77x99 cm) di Correggio, databile al 1512 circa e conservato nella Pinacoteca di Brera di Milano.

## Storia
Il dipinto viene in genere datato al 1512-1513 circa quando Correggio si trovava a Mantova, ma non se ne conosce né il committente né la destinazione originaria, verosimilmente un'abitazione privata. Nel Seicento si trovava nella collezione del cardinale Ludovisi a Roma; passando per il mercato antiquario riapparve in seguito nella raccolta di Cristoforo Benigno Crespi. Venduto all'asta a Parigi nel 1913 fu acquistato per la pinacoteca milanese.

## Descrizione e stile
La scena è ambientata in un paesaggio aperto con la capannuccia a destra, ricco di notazioni atmosferiche, come il vento che muove le fronde degli alberi e la nebbiolina umida che vela le montagne in lontananza, in omaggio a Leonardo da Vinci e la sua pittura dell'"aere". Numerosi sono gli elementi tipici dell'iconografia della Natività: Gesù Bambino è deposto al centro della scena su un lenzuolo bianco, esposto all'adorazione dei presenti; a destra la Madonna, vestita di uno sgargiante abito rosso e del tipico mantello blu foderato di verde; più dietro si trova Giuseppe addormentato, a indicare il suo ruolo non attivo nella generazione di Gesù, avvenuta invece per intervento divino come ricordano i raggi che provengono dal cielo, al centro; nella penombra si riconoscono il bue e l'asinello, nonché le rovine di un tempio pagano, allusione alla nascita del cristianesimo dalle macerie della vecchia religione. Due angioletti svolazzano in alto, mentre un terzo sta indicando ai pastori la buona novella. Più insolita è la presenza di sant'Elisabetta col piccolo Giovanni Battista in grembo, già vestito da eremita, che si uniscono all'adorazione.
Il Bambino è poggiato su un letto di spighe, allusione al suo sacrificio come "pane eucaristico", e la posa addormentata, di scorcio sul lenzuolo bianco, è una chiara prefigurazione della morte e del sudario (si pensi al Cristo morto di Mantegna che Correggio doveva ben conoscere avendolo citato nell'affresco della Deposizione).
Il modello della scena fu il Trittico degli Uffizi di Mantegna, a cui Correggio aggiunse un inedito sentire luminoso ed atmosferico. Lumeggiature luminose emergono infatti pastose dalla penombra, secondo un'attitudine moderna che si andava diffondendo nel XVI secolo a partire dai veneziani. Il paesaggio incombente e inquietante rimanda ai pittori nordici dell'epoca, filtrati magari dall'esempio di artisti ferraresi come Dosso Dossi. Al Garofalo e a Lorenzo Costa rimandano invece il tono dolce e sentimentale della figura di Maria.